# Thomson Dam, Australien
Thomson Dam är en dammbyggnad i Australien. Den ligger i kommunen Baw Baw och delstaten Victoria, omkring 130 kilometer öster om delstatshuvudstaden Melbourne. Den ligger vid sjön Thomson Lake.
Runt Thomson Dam är det mycket glesbefolkat, med 2 invånare per kvadratkilometer.. Närmaste större samhälle är Erica, omkring 16 kilometer söder om Thomson Dam. 
I omgivningarna runt Thomson Dam växer i huvudsak städsegrön lövskog. Genomsnittlig årsnederbörd är 1 585 millimeter. Den regnigaste månaden är juni, med i genomsnitt 204 mm nederbörd, och den torraste är januari, med 68 mm nederbörd.